# Suchtmittelspürhund

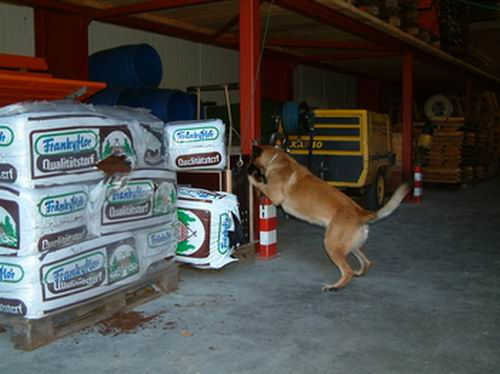
Aktives Anzeigeverhalten eines Suchtmittelspürhundes

Ein Suchtmittelspürhund (Drogenspürhund, Drogensuchhund) ist ein Haushund, der zum Aufspüren von Suchtmittel, im allgemeinen Sprachgebrauch Drogen, ausgebildet wurde. Eingesetzt werden sie von der Polizei, dem Zoll oder anderen Sicherheitsbehörden und privaten Sicherheitsunternehmen.
So, wie der Mensch schon seit Jahrhunderten die Vielfalt des Hundes nutzt, wird auch bei einem Suchtmittelspürhund der ausgeprägte Geruchssinn in Verbindung mit dem Spieltrieb genutzt, um Drogen aufzuspüren.
Die aufzuspürenden Stoffe besitzen einen jeweils individuellen Geruch, der für den Menschen nicht – oder nicht immer – wahrnehmbar ist. Man spricht hier von der Leitsubstanz, die, die Droge beinhaltet. Die Wirkung einer bestimmten Droge wird dagegen von deren Wirksubstanz hervorgerufen.

## Ausbildung
Bei der Ausbildung zum Suchtmittelspürhund wird der Geruchssinn angesprochen, zur Motivation das Spielverhalten genutzt. Das heißt, dass das Bringsel (Spielzeug) mit Drogen bestückt ist und vorerst nur gespielt wird. Im Zuge des Spieles, das dem Hund Freude bereitet, wird er mit dem Geruch der einzelnen Drogen konfrontiert, ohne mit diesen in Kontakt zu kommen. In den weiteren Schritten wird dieses Bringsel dann versteckt und der Hund muss es suchen, um weiter zu spielen.
So lernt der Hund nicht nur die einzelnen Gerüche der verschiedenen Drogen kennen, sondern er lernt dadurch auch, dass sein Spielzeug an einem für ihn unerreichbaren Ort versteckt sein kann. In diesem Fall soll der Hund seinem Hundeführer „anzeigen“, wo sein Bringsel versteckt ist.
Die Hunde sind in der Regel auf die Grundsubstanzen von Kokain, Heroin, Cannabis und Amphetaminen ausgebildet.

## Anzeigeverhalten
Der Hund lernt, seinem Hundeführer durch ein bestimmtes Verhalten, das als Anzeigeverhalten bezeichnet wird, anzuzeigen, dass es an einem bestimmten Ort bzw. Versteck nach Drogen riecht. Man unterscheidet dabei aktives und passives Anzeigeverhalten des Hundes (siehe Anzeigeverhalten). Im Trainingsfall wird der Hund dann sofort mit seinem Spielzeug belohnt. Im Ernstfall wird die gefundene Droge erst entfernt und mit seinem Spielzeug ausgetauscht.

## Sonstiges

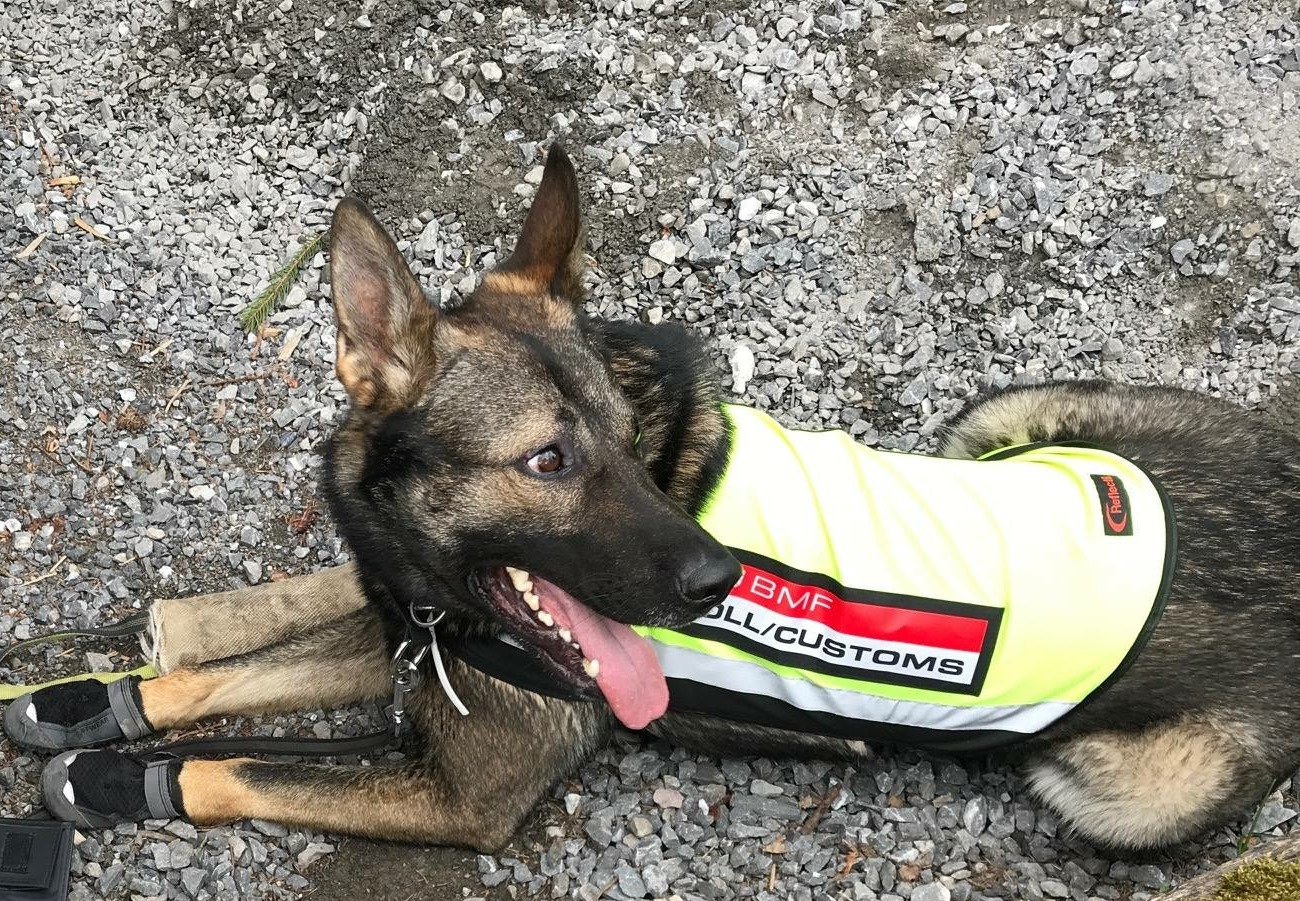
Spürhund des österreichischen Zolls

Bei seiner Arbeit darf der Hund keinesfalls mit den Suchtmitteln direkt in Berührung kommen. So wie die Drogen für einen Menschen schädliche Auswirkungen haben können, können sie auch für einen Hund äußerst ungesund werden. Bei den sogenannten harten Drogen, wie Heroin oder Kokain, wäre es unter Umständen sogar tödlich für den Hund, würde er nur geringe Mengen mit der Nase oder der Zunge aufnehmen. Deswegen ist die Annahme falsch, dass ein Hund süchtig gemacht werden muss, damit er Drogen aufspürt.
Zur Sicherheit haben die Hundeführer meist einen speziellen "Erste-Hilfe-Koffer" dabei, welcher zum Einsatz kommt, sollte der Hund in ein Päckchen mit Drogen gebissen haben. Da es schon bei Cannabis zu einem Kreislaufversagen des Hundes kommen kann, wird im Falle des Kontaktes bzw. möglichen Verschluckens von Drogen vom Hundeführer eine Spritze in den Nacken des Tieres gesetzt, welche ein sofortiges Erbrechen auslöst; zusätzlich wird sofort ein Tierarzt konsultiert.
Ein großes Problem, bedingt durch die Konditionierung der meisten Hunde auf große Drogenbandbreiten, tritt – wie geschehen in diversen US-Bundesstaaten – durch die Legalisierung von Marihuana auf. Das konditionierte Verhalten kann nachträglich nicht mehr abtrainiert werden. Juristisch führt es indes zu massiven Problemen, wenn es aufgrund der Hunde zu zahlreiche Durchsuchungen von dann Unschuldigen kommt. Das befand 2019 der Oberste Gerichtshof im US-Bundesstaat Colorado. Laut Bericht von USA Today hat die New York State Police daher Marihuana aus dem Ausbildungsprogramm ihrer Spürhunde verbannt. Eine innovative Lösung könnte darin bestehen, speziell trainierte Honigbienen in der polizeilichen Drogenfahndung sowie auf Flughäfen und Zollämtern einzusetzen. Auf dem europäischen Polizeikongress wurde im Februar 2019 eine Bachelorarbeit zu diesem Thema mit dem „Zukunftspreis Polizeiarbeit“ gewürdigt.

## Belege
1. ↑  Wie Bienen bei der Drogenfahndung helfen könnten, Der Tagesspiegel vom 4. August 2019, abgerufen selbigen Datums